# Volksbewegung (Tunesien)
Die Volksbewegung (französisch Mouvement du peuple ‚Bewegung des Volkes‘; arabisch حركة الشعب, DMG Ḥarakat aš-Šaʿb, oft mit dem zweiten arabischen Wort in französischer Transkription al-Chaâb für „das Volk“ bezeichnet) ist eine panarabisch-nationalistische und sozialistische Partei in Tunesien, welche am 8. März 2011 nach der Revolution 2010 unter ihrem jetzigen Namen legalisiert wurde.

## Geschichte
Die Volksbewegung hat zwei Vorgängerparteien, die jeweils am 8. März 2011 nach der Revolution zugelassen wurden. Die eine Partei war der nasseristische Mouvement unioniste progressiste (französisch für Fortschrittliche Unionistische Bewegung), der auch Muammar al-Gaddafi nahestand und von Béchir Essid geführt wurde. Dieser war während der Diktatur unter Zine el-Abidine Ben Ali inhaftiert worden. Der zweite Vorgänger war die ursprüngliche Volksbewegung unter Khaled Krichi, Generalsekretär der Association tunisienne des jeunes avocats (Tunesische Vereinigung junger Rechtsanwälte) und Gründer des Mouvement des unionistes nassériens (Bewegung der Nasseristischen Unionisten), und Mohamed Brahmi, der ebenfalls Begründer des Mouvement des unionistes nassériens war. Am 20. März 2011 beschlossen die beiden Parteien, zum Mouvement du peuple unioniste progressiste (französisch für Fortschrittliche Unionistische Bewegung des Volkes) zu fusionieren. Béchir Essid wurde Generalsekretär der neuen Partei, während Khaled Krichi zum Parteisprecher wurde. Diese Fusion wurde von vielen Parteimitgliedern abgelehnt und führte zu mehreren Austritten, unter anderem von Béchir Essid.
Bei der Wahl zur Verfassunggebenden Versammlung Tunesiens 2011 trat der Mouvement du peuple unioniste progressiste flächendeckend in allen tunesischen und zwei auslandstunesischen Wahlkreisen an, erhielt 0,98 % der Stimmen, jedoch keinen Sitz in irgendeinem Wahlkreis. Es traten jedoch auch Listen der Volksbewegung an, auf die in 26 tunesischen und drei auslandstunesischen Wahlkreisen 0,75 % der Stimmen entfielen. Die Volksbewegung erreichte zwei Mandate, jeweils eins in den Wahlkreisen Bizerte und Sidi Bouzid – unter anderem eins für Mohamed Brahmi.
Der gescheiterte Mouvement du peuple unioniste progressiste entschied sich, unter dem Namen der Volksbewegung mit diesem zu fusionieren. Seitdem existiert die Volksbewegung in seiner heutigen Form mit Mohamed Brahmi als Parteivorsitzender und Zouhair Maghzaoui als Generalsekretär. Nach der Entscheidung der Volksbewegung, der Volksfront für die Parlamentswahl in Tunesien 2014 beizutreten, trat Mohamed Brahmi aus der Partei aus, wurde aber kurz danach ermordet.
Bei der Parlamentswahl in Tunesien 2014 trat die Volksbewegung alleine an und konnte 1,34 % beziehungsweise drei Sitze gewinnen, eine Steigerung um einen Sitz im Vergleich zur Wahl 2011. Ein großer Sieg gelang der Partei bei der Parlamentswahl in Tunesien 2019 mit 4,53 % der Stimmen und 15 gewonnenen Sitzen.

## Vertretung in der Volksrepräsentantenversammlung
Seit 2016 existiert in der Volksrepräsentantenversammlung mit dem Bloc démocrate (französisch für Demokratischer Block) eine Fraktion, an der zunächst der Kongress für die Republik, der Courant démocrate, die Volksbewegung und der Courant de l’amour beteiligt war. Nach der Parlamentswahl in Tunesien 2019 wird die weiter existierende Fraktion vor allem vom Courant démocrate und der Volksbewegung dominiert.